# Daniel Buitrago
Daniel Esteban Buitrago Tamayo (Medellín, 27 febbraio 1991) è un calciatore colombiano, attaccante dell'El Farolito.

## Carriera

### Club
Ha giocato nella massima serie dei campionati russo, colombiano, ecuadoriano, venezuelano e salvadoregno.

## Palmarès

### Club

#### Competizioni nazionali
- Súper Liga: 1

Santa Fe: 2017